# Alexandre de Antioquia

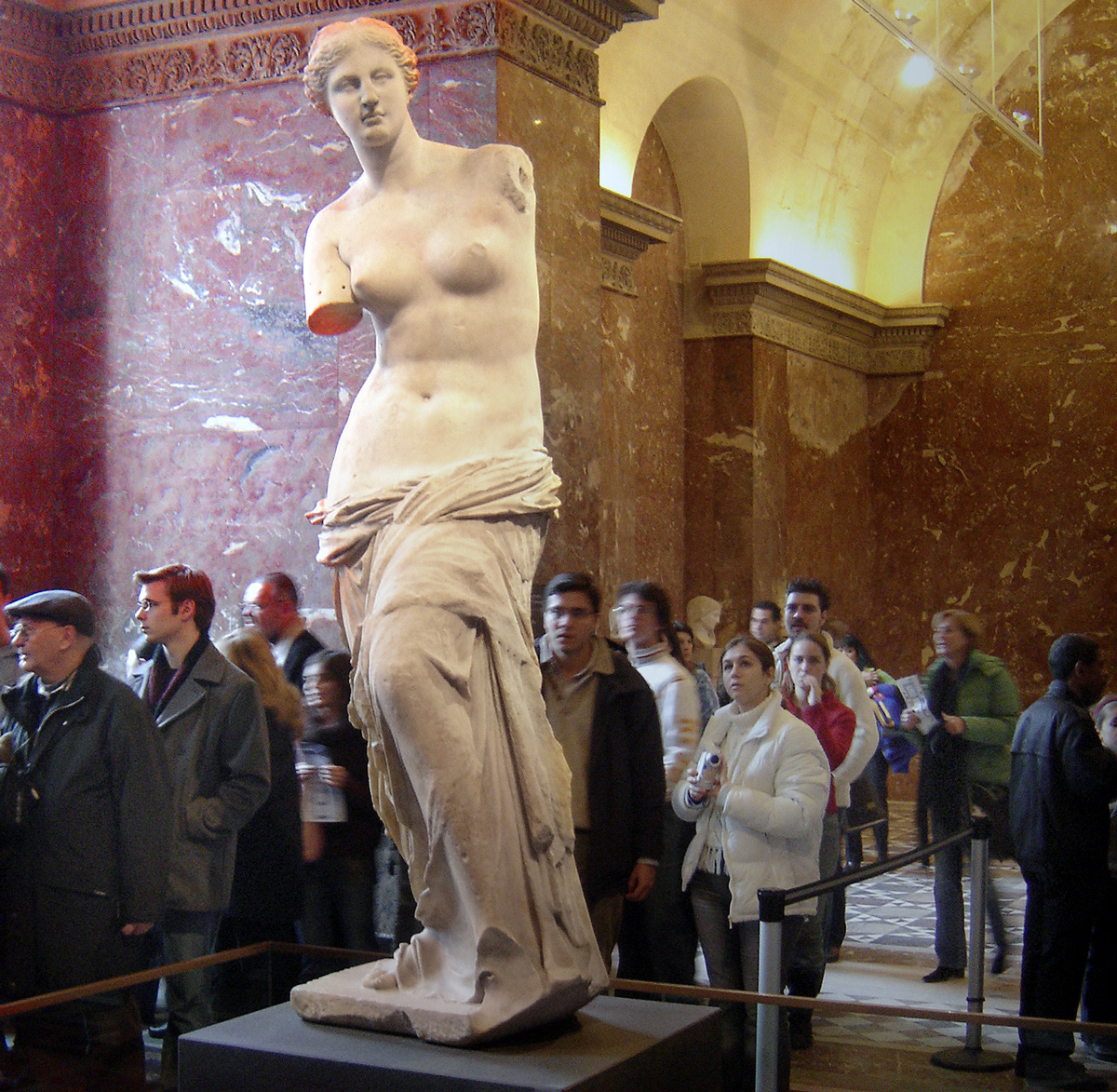
A Vênus de Milo

Alexandre de Antioquia (em grego: Ἀλέξανδρος) foi um escultor helenístico. Outrora atribuída a Praxiteles, hoje considera-se que a Vênus de Milo seja obra de Alexandre. Até o início do século XIX esta escultura possuía um plinto onde se lia uma inscrição que mencionava Alexandre como autor, elemento que foi removido por motivos obscuros por volta de 1820, e crê-se que tenha sido "perdido", sobrevivendo apenas em uma descrição e em desenhos da época de sua descoberta, donde procede a moderna atribuição.
Ao que parece Alexandre foi um artista itinerante que trabalhava por encomendas. Seu nome consta em diversas outras inscrições antigas, incluindo uma em que o cita como vencedor de um concurso de composição musical e canto, encontrada na cidade de Téspia, perto do Monte Helicão, datando de c. 80 a.C. Também parece ter sido autor de uma estátua de Alexandre Magno, hoje no Louvre, encontrada em Delos.